# Palaja
Palaja är en kommun i departementet Aude i regionen Occitanien  i södra Frankrike. Kommunen ligger  i kantonen Carcassonne 1er Canton som ligger i arrondissementet Carcassonne. År 2022 hade Palaja 2 692 invånare.

## Befolkningsutveckling
Antalet invånare i kommunen Palaja
Referens: INSEE